# Geometrisch magisch vierkant

Figuur 1: Een geomagisch vierkant met stukken van gelijke oppervlak

Een Geometrisch magisch vierkant, vaak afgekort tot 'geomagisch vierkant', is een in 2001 door Lee Sallows uitgevonden generalisatie van magische vierkanten. Een traditioneel magisch vierkant is een vierkante matrix van getallen (bijna altijd positieve gehele getallen) waarvan de som in elke rij, elke kolom en in de beide diagonalen hetzelfde streefgetal is. Een geomagisch vierkant daarentegen, is een vierkante matrix van geometrische vormen, die indien zij samengevoegd worden in elke rij, kolom of diagonaal een identieke vorm, de zogenaamde doelvorm maken. Net als bij numerieke types is het vereist dat de onderdelen die samen een geomagische vierkant maken allemaal verschillend zijn. Ook de acht triviale varianten van een vierkant, die het gevolg zijn van rotatie en/of reflectie, worden allemaal meegeteld als behorende tot hetzelfde vierkant. Met  de dimensie van een geomagisch vierkant wordt de dimensie van de gebruikte vormen bedoeld. Tot nu toe heeft de belangstelling zich voornamelijk gericht op tweedimensionele vierkanten met vlakke vormen, maar vormen van elke dimensie zijn toegestaan.

## Voorbeelden
Figuur 1 hierboven toont een 3 × 3 geomagisch vierkant. De 3 vormen uit elke rij, kolom en diagonaal stellen een rechthoekig doelvorm samen, die links en rechts en boven en onder zijn afgebeeld. In dit voorbeeld zijn de 9 vormen allemaal decomino's (polyomino van maat 10) maar stukken van een willekeurige vorm kunnen gebruikt worden, en het is niet nodig dat zij even groot zijn. In Figuur 2 bijvoorbeeld, zijn de stukken polyomino's met een opeenvolgende maat van 1 tot 9 eenheden. De doelvorm is een 4 bij 4 vierkant met hierbinnen een vierkante opening.
Verrassenderwijs tonen computeronderzoeken aan dat Figuur 2 slechts een van de 4370 verschillende 3 × 3 geomagische vierkanten is die is samengesteld met stukken van dezelfde maat en dezelfde doelvorm. Figuur 1 daarentegen is een van slechts twee oplossingen met stukken van vergelijkbare grootte en een identieke doel. In het algemeen betekent het gebruik van stukken van dezelfde grootte dat er een minder oplossingen zullen zijn. Er bestaat op dit moment echter geen theoretische onderbouwing die deze empirische bevindingen kan verklaren.
|  |  |

De stukken in een geomagisch vierkant kunnen ook disjunct zijn, dat wil zeggen dat zij als gescheiden eilanden zijn samengesteld, zoals Figuur 3 laat zien. Omdat ze zodanig kunnen worden geplaatst dat ze elkaar niet overlappen, zijn disjuncte stukken vaak in staat om een gebied te betegelen dat met verbonden stukken niet zal lukken. De voordelen van deze extra flexibiliteit is dat geomagische vierkanten vaak symmetrieën bezitten die numerieke exemplaren niet hebben.
Naast vierkanten met vlakke vormen bestaan er 3D exemplaren, waarvan de cellen vaste delen bevatten die samen dezelfde constante vaste doelvorm geven. Figuur 5 toont een voorbeeld waarin het doel een kubus is.

## Geschiedenis
Een bekende formule afkomstig van de wiskundige Edouard Lucas kenmerkt de structuur van elke 3 × 3 magisch vierkant. Sallows, reeds de auteur van oorspronkelijke werk op dit gebied, had al lang gespeculeerd dat de Lucas-formule verborgen potentieel zou kunnen bevatten. Dit vermoeden werd in 1997 bevestigd toen hij een kort artikel publiceerde waarin vierkanten met complexe getallen werden onderzocht, een werkwijze die leidde tot een nieuwe stelling waarin elk 3 × 3 magisch vierkant met een uniek parallellogram op het complexe vlak wordt gecorreleerd. Doorgaand in dezelfde geest was de volgende stap beslissend om de variabelen in de Lucas formule te interpreteren als staande voor geometrische vormen, een bizar idee dat direct geleid heeft tot het concept van het geomagisch vierkant.  Een onverwacht gevolg van deze vondst is dat de traditionele magische vierkanten nu geopenbaard werden als eendimensionale geomagische vierkanten.
Andere onderzoekers namen hier eveneens notitie van. Charles Ashbacher, co-redacteur van het Journal of Recreational Mathematics, spreekt erover dat het gebied van magische vierkanten "sterk wordt uitgebreid"  Peter Cameron, winnaar van de London Mathematical Society Whitehead Prize en joint winnaar van de Euler Medal, noemt geomagische vierkanten "een prachtig nieuw onderdeel van de recreatieve wiskunde, waarover niet-wiskundigen opgetogen zullen zijn en wiskundigen stof tot nadenken zal geven.  Wiskunde schrijver Alex Bellos zei: "Om na duizenden jaren studie van magische vierkanten hiermee voor de dag te komen is wonderbaarlijk." Men kan zich afvragen of geomagische vierkanten toepassingen hebben buiten de studie van puzzels. Cameron is hiervan overtuigd: "Ik kan meteen een heleboel dingen zien die ik ermee zou willen doen."

## Constructiemethoden
Triviale voorbeelden uitgezonderd, bestaat er geen bekende gemakkelijke werkwijze voor het produceren van geomagische vierkanten. Tot nu toe zijn twee benaderingen onderzocht. Als de stukken die worden gebruikt polyvormen zijn, dat wil zeggen vormen die zijn opgebouwd uit herhaalde eenheden, wordt een uitputtende zoektocht met behulp van de computer mogelijk.
Bij Figuur 1 bijvoorbeeld zou een eerste stap zijn te beslissen over de grootte van de te gebruiken stukken (in dit geval allemaal hetzelfde), en de vorm van het gewenste doel. Een initieel programma kan dan in staat zijn een lijst L te genereren, die overeenkomt met alle mogelijke betegelingen van deze doelvorm met 3 verschillende decomino's. Elke decomino wordt vertegenwoordigd door een uniek geheel getal, zodat L uit een lijst van gehele drietallen zal bestaan. Een volgende routine kan vervolgens L doorlopen en elke combinatie van drie verschillende drietallen om de beurt testen. De test bestaat uit het behandelen van de kandidaat triaden als rijen in een 3 × 3 vierkant, en vervolgens controleren om te zien of de aldus gevormde kolommen en diagonalen elk 3 getallen bevatten, die ook in L gelegen zijn, dwz ook doel-betegelende triades zijn. Zo ja, dan is een 3 × 3 geomagisch vierkant, gebruikmakend van 9 decomino's en het geselecteerde doel, geïdentificeerd. Als dit niet lukt, kunnen alternatieve doelvormen geprobeerd worden. Een uitgewerkte versie van dezelfde methode kan worden gebruikt om naar grotere vierkanten, of vierkanten met stukken van verschillende grootte te zoeken.
Een alternatieve constructie methode begint met een triviaal geomagisch vierkant bestaand uit herhaalde stukken, waarvan de vorm vervolgens gewijzigd wordt om deze van elkaar verschillend te maken, maar zonder de magische eigenschap te verstoren. Dit wordt bereikt door middel van een algebraïsche template zoals hieronder wordt getoond, waarin de verschillende variabelen vervolgens geïnterpreteerd worden als verschillende vormen die moet worden toegevoegd aan of uitgesneden uit de oorspronkelijke stukken, afhankelijk van hun teken.

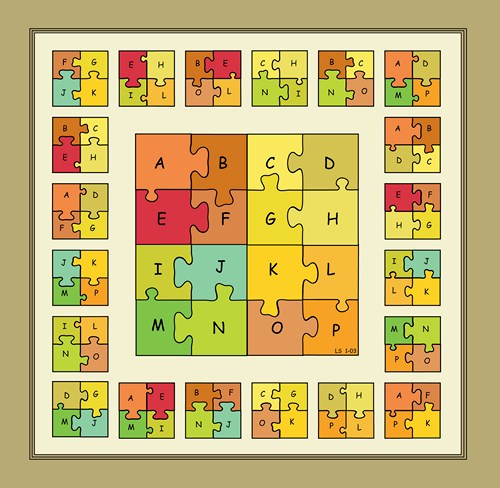
Figuur 4: Een 'self-interlocking' geomagisch vierkant

Figuur 4 illustreert een dergelijke geometrische interpretatie van de template waarin k wordt geïnterpreteerd als een kleine vierkante vorm, terwijl a, b, c en d de uitsteeksels (+) en/of inkepingen (−) vertegenwoordigen waarmee het wordt gemodificeerd teneinde te resulteren in 16 verschillende puzzelstukjes.
| k+a+b | k−a+d | k−c−d | k−b+c |
| k−a−d | k+a−b | k+b+c | k−c+d |
| k+c+d | k+b−c | k−a−b | k+a−d |
| k−b−c | k+c−d | k+a+d | k−a+b |

## Relatie met traditionele magische vierkanten
In tegenstelling tot de op het eerste gezicht gemaakt indruk, is het een misverstand om de term 'geomagisch vierkant' als een verwijzing naar een bepaalde categorie van magisch vierkant op te vatten. In feite is precies het tegenovergestelde het geval: elke magisch vierkant is een bijzonder geval van een geomagisch vierkant, maar nooit andersom. Dit punt wordt duidelijk gemaakt door het onderstaande voorbeeld dat wordt weergegeven in een breed opgezet artikel over geomagisch vierkanten door Jean-Paul Delahaye in Pour la Science, de Franse versie van Scientific American. In dit geval is de "vorm" van het doel in de geomagisch vierkant rechts gewoon een eendimensionaal lijnstuk van 15 eenheden, waarbij de stukken niet meer dan rechte lijnen zijn. Als zodanig is de laatste natuurlijk een eenvoudige vertaling in meetkundige termen van de numerieke magisch vierkant aan de linkerzijde.
| Doel is 15 | Doel is 15 | Doel is 15 |
| ---------- | ---------- | ---------- |
| 4          | 9          | 2          |
| 3          | 5          | 7          |
| 8          | 1          | 6          |

| Doel is ••••••••••••••• | Doel is ••••••••••••••• | Doel is ••••••••••••••• |
| ----------------------- | ----------------------- | ----------------------- |
| ••••                    | •••••••••               | ••                      |
| •••                     | •••••                   | •••••••                 |
| ••••••••                | •                       | ••••••                  |

Zoals Delahaye opmerkt: "Dit voorbeeld laat zien dat het concept van het geomagisch vierkant magische vierkanten veralgemeniseert. Het resultaat hier is nauwelijks spectaculair, maar gelukkig zijn er andere geomagisch vierkanten die niet het gevolg zijn van een dergelijke omzetting."
Het punt is dat elke numeriek magisch vierkant kan worden opgevat als een eendimensionale geomagisch vierkant zoals hierboven weergegeven. Of zoals Sallows zelf zegt, "Traditionele magische vierkanten met getallen worden vervolgens geopenbaard als dat bijzondere geval van 'geomagisch' vierkanten waarin de elementen allemaal eendimensioneel zijn." Dit betekent echter niet dat het geval 1D is uitgeput, want er bestaan 1D geomagisch vierkanten waarvan de onderdelen onderbroken lijnstukken zijn, die niet overeenkomen met een numerieke magisch vierkant. Zelfs in een dimensie vertegenwoordigen de traditionele vormen slechts een klein deel van alle geometrische magische vierkanten.

## Speciale types
De rijkere structuur van geomagisch vierkanten wordt weerspiegeld in het bestaan van exemplaren met een veel grotere mate van 'magie' dan met numerieke soorten mogelijk is. Dus een panmagisch vierkant is een waarin elke diagonaal, zoals de zogenaamde gebroken diagonaal, dezelfde magische eigenschap heeft als de rijen en kolommen. Het is echter gemakkelijk aan te tonen dat een panmagisch vierkant van grootte 3 × 3 onmogelijk te construeren met getallen, terwijl een geometrisch voorbeeld te zien is in Figuur 3. Er is geen vergelijkbaar voorbeeld gebruikmakend van aangesloten stukken gerapporteerd.
|  |  |

Naast het feit dat ze geomagisch zijn bestaan er vierkanten met extra eigenschappen die ze nog merkwaardiger maakt. In het vierkant in Figuur 6 bijvoorbeeld, dat alleen magisch in de rijen en kolommen is, vormen de 16 stukken een zogenaamde "self-tiling tile set". Een dergelijke object wordt gedefinieerd als een set van n verschillende vormen, die elk kunnen worden betegeld door kleinere replica's van de complete set van n vormen.
Een tweede voorbeeld is Figuur 4, die een zogenaamd 'zelf-interlocking' geomagisch vierkant is. Hier zijn de 16 stukken niet meer opgenomen in afzonderlijke cellen, maar ze definiëren zelf de vierkante cellen die in elkaar te passen en zo een vierkante legpuzzel creëren.